# Laurosja

Laurosja w dewonie

Laurosja (t. Euroameryka, Laureuropa, kontynent oldredowy, ang. Old Red Sandstone Continent, Laurussia) – paleozoiczny superkontynent, powstały w końcu syluru i istniejący aż do karbonu. Utworzył się w wyniku kolizji Laurencji i Bałtyki. Kolizja spowodowała zamknięcie się oceanu Japetus. W miejscu kolizji powstały kaledonidy.